# 17 Pułk Piechoty (III Rzesza)

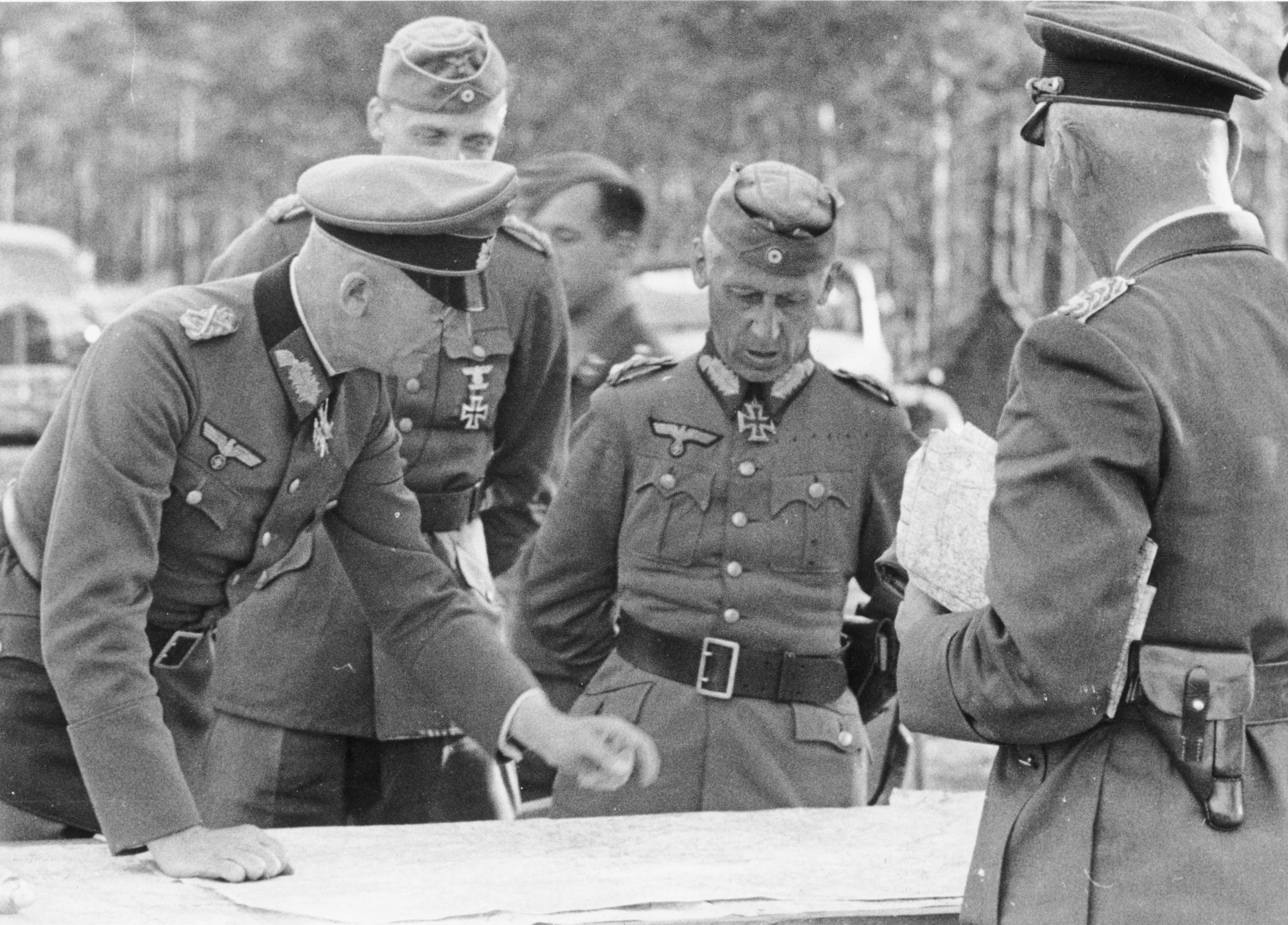
Hermann Hoth (w środku)

17 Pułk Piechoty (niem. Infanterie-Regiment 17, IR 17) – pułk piechoty niemieckiej okresu Republiki Weimarskiej i III Rzeszy, sformowany 1 stycznia 1921 w VI Okręgu Wojskowym (północno-zachodnie Niemcy).

## Dowódcy pułku
- Oberst Hans von Brandenstein (formowanie) − 1921
- Oberst Joachim von Amsberg 1921 − 1923
- Oberst Heinrich von Bünau 1924 − 1926
- Oberst Joachim von Stülpnagel 1926 − 1927
- Oberst Benno Pflugradt 1927 − 1929
- Oberst Alfred Streccius 1929 − 1931
- Oberst Hermann Geyer 1931 − 1932
- Oberst Hermann Hoth 1932 − 1933
- Oberst Helmuth Felmy 1933 − 1933
- Generalmajor Georg von Apell 1933 − 1936
- Oberst Rolf Detmering 6. Oktober 1936 − 31. März 1938
- Oberst Friedrich Wilhelm Neumann 1938 − 1939
- Oberst von Traekow 1939 − 1939
- Oberst Gerhard Berthold 1939 − 1941
- Oberst Hans−Joachim von Stolzmann 1941 − 1942
- Oberst Wolfgang Müller 1942